# Browning BAR
Browning BAR — самозарядна гвинтівка з відведенням порохових газів, яку розробила компанія Browning Arms Company в Бельгії. Живлення гвинтівки відбувається зі знімного коробчастого магазина. В 1966 році компанія Browning представила перероблену гвинтівку BAR.

## Варіанти
Є кілька моделей гвинтівки Browning BAR; Safari, Long- та ShortTrac, а також Lightweight Stalker. Версії LongTrac та ShortTrac існують в камуфляжах Mossy Oak, базовому та Stalker.
Модель Safari має гравіювання на сталевій ствольній коробці та горіхове ложе. Довжина стволів становила 560, 580 або 610 мм, залежно від набою. Лише модель Safari має Browning BOSS (Система балістичної оптимізації стрільби). Система зменшує відбій та покращує точність завдяки регульованим дуловому гальму і вазі.
Модель Lightweight Stalker має ствольну коробку з алюмінієвого сплаву. Ложа чорно-матова синтетична, а не горіхова. Модель Stalker єдина, що маж механічні приціли. Стволи довжиною 510, 560, 580 або 610 мм.
Моделі LongTrac та ShortTrac мають ствольну коробку з алюмінієвого сплаву, пластикову спускову скобу та накладку, а також більш стилізоване ложе. Базова версія має горіхове ложе; версія Stalker має матово-чорну обробку та чорне композитне ложе. Версія Mossy Oak має композитне ложе, а сама гвинтівка має камуфльоване фарбування. В залежності від варіанту та набою довжина ствола становить 560, 580 або 610 мм. Моделі Long або Short мають різну довжину затвора, а ShortTrac (BAR ST) може використовувати набої довжиною, яка дорівнює довжині набою .308 Winchester, в той час, як LongTrac (BAR LT) може використовувати довші набої. Після оновлення MK3, всі гвинтівки BAR мають однакову довжину затвора, в той час, як старіші версії BAR під набій .308 з затвором ShortTrac можуть використовувати набої по довжині рівні до набою .308 Win.